# Liam Reilly
Liam Reilly (ur. 29 stycznia 1955 w Dundalk, zm. 1 stycznia 2021) – irlandzki wokalista, autor tekstów, członek grupy Bagatelle.
Był jednym z założycieli zespołu Bagatelle, powstałym we wczesnych latach 70. XX wieku. Grupę opuścił w 1980 roku rozpoczynając karierę solową. W 1990 roku wystąpił w Konkursie Piosenki Eurowizji z piosenką Somewhere In Europe zajmując drugą pozycję. W 1998 roku, ponownie wraz z Bagatelle, wydał płytę Bagatelle Gold.